# Mount West
Mount West är ett berg i Antarktis. Det ligger i Västantarktis. Inget land gör anspråk på området. Toppen på Mount West är 441 meter över havet.
Terrängen runt Mount West är platt norrut, men söderut är den kuperad. Trakten är obefolkad. Det finns inga samhällen i närheten.